# Muruvik
Muruvik is een plaats in de Noorse gemeente Malvik, provincie Trøndelag. Muruvik telt 354 inwoners (2007) en heeft een oppervlakte van 0,41 km².